# Daniel Johannes von Balluseck

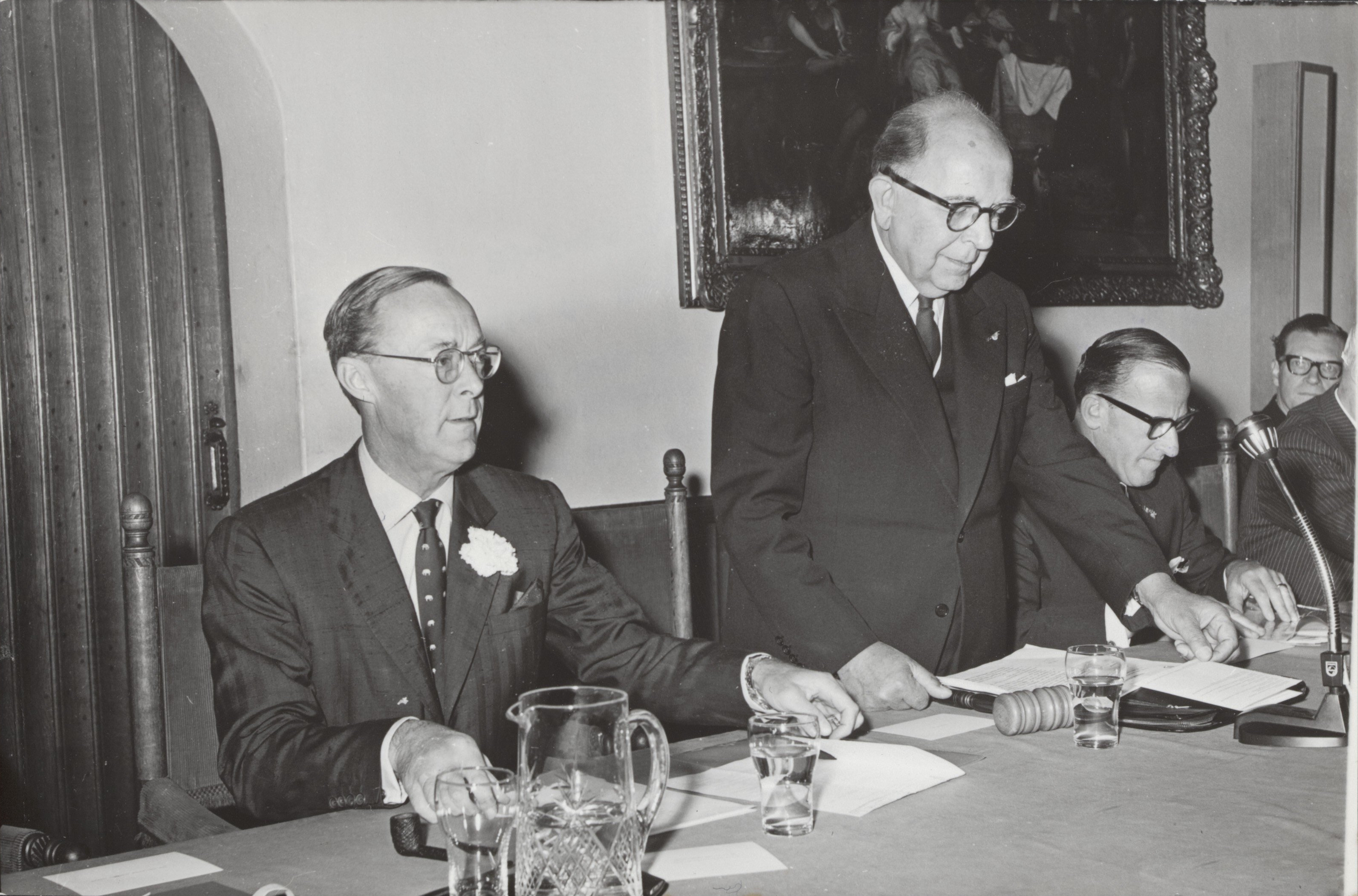
Daniël Johannes von Balluseck (stehend, 1965)

Daniël Johannes (Day) von Balluseck (* 8. März 1895 in Utrecht; † 27. Februar 1976 in ’s-Gravenhage, Niederlande) war ein niederländischer Journalist und Diplomat.

## Leben
Von Balluseck war von 1929 bis 1949 Chefredakteur der niederländischen Tageszeitung Algemeen Handelsblad. Unter seiner Leitung nahm die Zeitung während des Zweiten Weltkriegs eine ausgesprochen kritische, liberale Haltung gegenüber den deutschen Besetzern und deren niederländischen Handlangern ein. Dies hatte zur Folge, dass er mehrfach festgenommen wurde und im Jahr 1942 in das Polizeigefängnis Kamp Haaren eingeliefert sowie später als Geisel im Internierungslager Kamp Sint-Michielsgestel gefangen gehalten wurde. Hier gehörte er zu der Gruppe der Heeren Zeventien (Siebzehn Herren, abgeleitet aus einem Leitungsgremium der Niederländischen Ostindien-Kompanie im 15. Jahrhundert), inhaftierter Leitungspersönlichkeiten, die über ein politisches System nach der Zeit der Besetzung nachdachten.
Im Jahr 1949 verließ er den Journalismus und wurde ständiger Vertreter der Niederlande bei den Vereinten Nationen in New York. Während seiner Amtszeit, die bis 1955 dauerte, waren die Niederlande für zwei Jahre (1951–1952) Mitglied im Sicherheitsrat der Vereinten Nationen, in dem er zweimal für jeweils einen Monat den Vorsitz innehatte. Nach 1955 war er noch Botschafter in Moskau und Ottawa.

## Persönlich
Von Balluseck heiratete am 25. Juni 1924 in New Jersey Jacqueline Wijnanda Volk und wurde Vater eines Sohnes. Nach der Scheidung heiratete er Erry Anna Eringaard, Enkelin von Jacob van Marken. Diese Ehe blieb kinderlos.
Er erhielt verschiedene Ehrungen, er war Ritter des Ordens vom Niederländischen Löwen und Offizier des Ordens von Oranien-Nassau.
Er starb am 27. Februar 1976 nach einer kurzen Erkrankung in ’s-Gravenhage. Sein Grab befindet sich auf dem niederländischen Friedhof Oud Eik en Duinen in Den Haag.